# Château de Druyes
Pour les articles homonymes, voir Druyes.
Le château de Druyes est un ancien château fort, de nos jours ruiné, dont les vestiges se dressent sur la commune française de Druyes-les-Belles-Fontaines dans le département de l'Yonne, en région Bourgogne-Franche-Comté.
Construit vers 1170 par les comtes de Nevers, il demeure leur propriété jusqu'au XVIIIe siècle. Palais princier autant que forteresse, il est au XIIIe siècle l'une des résidences habituelles de Pierre II de Courtenay, empereur de Constantinople, puis de sa fille Mathilde, comtesse de Nevers, Auxerre et Tonnerre.
Il est ensuite délaissé par les comtes de Nevers, et n'abrite plus qu'un capitaine et une garnison. À partir du XVIIe siècle, ayant perdu tout intérêt militaire, il n'est plus occupé et tombe lentement en ruine. Il échappe à la démolition sous la Révolution mais il faut attendre la seconde moitié du XXe siècle pour que les habitants de Druyes et les pouvoirs publics se préoccupent de son sort et le sauvent de la ruine.
Druyes fait partie de la première génération des châteaux philippiens ou châteaux-cours, construits à l'époque du roi Philippe Auguste avec un plan simple, des tours circulaires qui permettaient d'offrir une meilleure défense à moindre coût.
Il est construit sur un plan carré de 53 mètres de côté. Les angles sont défendus par quatre tours cylindriques. Trois des quatre courtines possèdent une tour carrée. La tour nord, la plus haute, est une porte d'entrée fortifiée. Un grand logis avec une salle d'apparat, aujourd'hui disparu, s'appuyait sur la courtine sud, percée d'ouvertures romanes en plein cintre.
Les ruines du château font l'objet d'un classement aux monuments historiques.

## Historique

### Les origines
S'il n'existe pas de vestige de l'époque romaine, on sait qu'une voie romaine menant de Clamecy à Thury passait ici.
Vers 543, un monastère est créé, un village se développe et Druyes est citée comme une paroisse d'Auxerre en 596, sous le nom de « Drogia ».
Cette implantation se situait probablement près des sources, une zone difficile à défendre et qui est abandonnée lors des invasions normandes du IXe siècle. C'est à cette époque que la population aurait pu trouver refuge sur le plateau rocheux qui domine la rivière. Le nouveau village n'est sans doute alors protégé que par une modeste palissade, dont il ne reste pas de trace.

### XeauXIIesiècle
Le comté d'Auxerre, auquel est rattaché Druyes, entre au début du Xe siècle dans les possessions de Richard le Justicier, comte d'Autun puis duc de Bourgogne. À sa mort, le vaste territoire qu'il avait réuni se disloque et sa partie nord — Auxerrois et Sénonais — passe en 954 entre les mains de Hugues le Grand, duc des Francs, puis de ses fils Otton et Henri, ducs de Bourgogne.
Le duc Henri meurt en 1002 et les prétendants, son beau-fils Otte-Guillaume et son neveu le roi de France Robert le Pieux, se déchirent dans une guerre de succession pour le contrôle de la Bourgogne. Le roi Robert l'emporte mais Landry, comte de Nevers, profite de la période de trouble pour asseoir son autorité sur une partie de l'Auxerrois, en particulier Saint-Sauveur et Druyes.
À partir de 1032, le comté de Nevers et celui d'Auxerre sont réunis entre les mains de Renaud, fils de Landry. Au sein de cet ensemble qui va perdurer pendant les siècles suivants, Druyes occupe une place singulière puisqu'il appartient en bien propre au comte de Nevers et ne dépend pas de l'évêque d'Auxerre, dont le pouvoir féodal s'étend sur le reste de l'Auxerrois.

### XIIIesiècle- Maison de Courtenay
Ce n'est qu'à la fin du XIIe siècle que le château de Druyes apparaît dans les textes. Il est alors l'une des résidences habituelle de Pierre II de Courtenay, cousin du roi Philippe II Philippe Auguste et comte de Nevers, d'Auxerre et de Tonnerre par son mariage en 1184 avec Agnès de Nevers.
En 1199, le comte doit faire face à la révolte d'un vassal, Hervé seigneur de Donzy. Il est battu et fait prisonnier. Pour recouvrer la liberté, il doit donner sa fille Mathilde en mariage à Hervé de Donzy et lui céder le comté de Nevers. Ses comtés d'Auxerre et de Tonnerre, qu'il ne conserve qu'à titre viager, doivent revenir à sa mort à Hervé. Certains fiefs auxerrois, dont Druyes, sont alors rattachés aux possessions nivernaises du seigneur de Donzy.

Armes de la maison de Courtenay.

En 1216, c'est à Druyes, chez son gendre, que le comte Pierre reçoit une délégation de barons venus lui proposer la couronne de l'empire latin de Constantinople. Couronné à Rome le 9 avril 1217, il part à la tête de cinq mille homme afin de défendre son empire. Il tombe cependant dans une embuscade tendue par des Grecs dans les montagnes d'Albanie et n'atteindra jamais Constantinople : il meurt en prison au cours de l'hiver 1218-1219.
En application de l'accord passé, Mathilde de Courtenay, comtesse de Nevers, hérite des comtés d'Auxerre et de Tonnerre. Très populaire en raison de ses libéralités, la comtesse vient régulièrement séjourner au château de Druyes. C'est là qu'elle remet le 15 août 1223 une charte d'affranchissement aux députés envoyés par Auxerre. Cette charte, qui accorde des libertés et franchises aux habitants d'Auxerre et marque la naissance de leur commune, confirme celle octroyée par le comte Pierre de Courtenay en 1188.
En 1255, elle reçoit à Druyes l'hommage de l'évêque d'Autun, et en 1257, elle confirme les biens de l'abbaye de Reigny. À sa mort en 1257, c'est son arrière-petite-fille Mathilde de Bourbon qui lui succède comme comtesse de Nevers, Auxerre et Tonnerre.
Elle meurt cinq ans plus tard, en 1262, et son mari Eudes de Bourgogne partage les trois comtés entre ses filles Yolande, Marguerite et Alix. Parti en croisade, il est tué lors du siège d'Acre en 1266. Mais sa succession s'avère difficile à trancher entre ses filles. En effet, s'opposant au choix de son père, Yolande se prévaut du droit d'ainesse et réclame les trois comtés. Mais un arrêt du parlement confirme le partage. Yolande hérite donc seulement du comté de Nevers, auquel sont rattachés certains fiefs auxerrois, dont Druyes, comme cela avait déjà été le cas en 1199.

### XIVeetXVesiècles- Maisons de Flandre et de Bourgogne

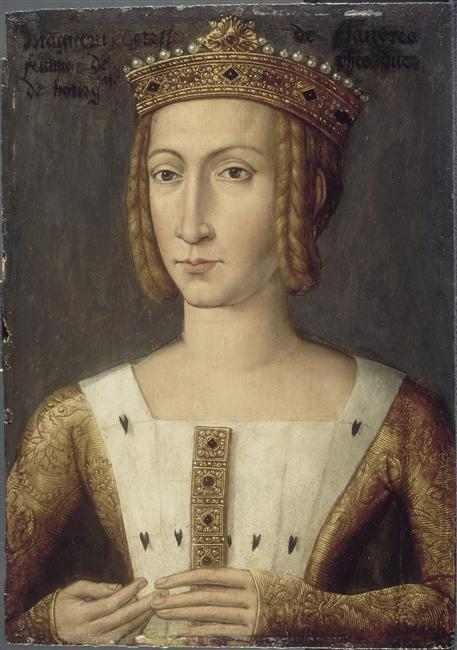
Marguerite III de Flandre.

Après la mort de Yolande, le comté de Nevers passe à ses descendants et héritiers, les comtes de Flandre. Mais dès lors, Druyes perd son statut de résidence princière. Son château n'abrite plus qu'un capitaine et une garnison chargés de la défense, et l'entretien en pâtit fortement. Mais son rôle militaire reste important et il est probable qu'il est affecté par les ravages de la guerre de Cent Ans, telles les villes voisines d'Auxerre, de Pontigny, de Cravant, de Vermenton et de Donzy.

Armes des ducs Valois de Bourgogne.

En 1369, Marguerite de Flandre, fille et héritière du comte de Flandre Louis de Male, épouse Philippe le Hardi, fils du roi de France et duc de Bourgogne. À la mort de son père en 1384, elle devient — entre autres titres — comtesse de Nevers. Après plusieurs siècles de séparation, le duché de Bourgogne et le comté de Nevers sont réunis dans l'État bourguignon.
La nouvelle comtesse de Nevers fait établir un état de ses châteaux nivernais. Les conclusions sont désastreuses, en particulier pour Druyes, et des travaux importants sont engagés. Entre 1378 et 1384, le château fait l'objet de réparations et ses défenses sont renforcées. La bannière du duc de Bourgogne flotte désormais sur la tour du Sault.
Mais un siècle plus tard, en 1477, la mort du duc Charles le Téméraire marque l'éclatement et la fin de l'État bourguignon. Le comté de Nevers est alors entre les mains de Jean de Bourgogne, cousin du duc Philippe le Bon. À sa mort en 1491, son petit-fils Engilbert de Clèves lui succède.

### XVIesiècle- Maison de Clèves
Au long du XVIe siècle, les Clèves-Nevers, branche cadette de la maison de La Marck, se succèdent à la tête des comtés de Nevers et de Rethel. En 1564, Henriette de Clèves devient comtesse de Nevers et de Rethel, après les décès de ses frères. L'année suivante, elle épouse Louis de Gonzague, duc de Mantoue en Italie.

### XVIIeetXVIIIesiècles- Maisons de Mantoue, de Mancini et de Damas

Blason des Gonzague-Nevers.

À la mort de la comtesse en 1601, le comté de Nevers passe à son fils Charles de Gonzague. En 1616, celui-ci rejoint la rébellion contre la régente Catherine de Médicis, puis il en prend la tête après l'arrestation du prince de Condé, conduit à la Bastille. En représailles, la régente envoie ses troupes en Puisaye et s'empare de plusieurs villes.
En 1631, son petit-fils Charles II de Mantoue lui succède. Prince plus italien que français, toujours en butte à des difficultés financières, il vend successivement ses domaines français au cardinal Mazarin : le duché de Mayenne en 1654, les comtés de Rethel et de Nevers en 1659.
Mazarin fait ériger le comté de Nevers en duché-pairie et l'offre à son neveu Philippe Mancini, qui porte désormais le titre de duc de Nivernais.
Le troisième et dernier duc de Nivernais, son petit-fils Louis-Jules Mancini-Mazarini, vend la châtellenie de Druyes à Louis de Damas, marquis d'Anlezy, en 1738.
Les Damas ne sont pas alors des nouveaux-venus dans la région puisqu'en 1559, Paul de Damas, vassal du comte de Nevers, fut nommé par son suzerain châtelain-juge et reçut le titre de vicomte de Druyes. Tandis que le vieux château de Druyes restait la propriété des comtes, les Damas faisaient construire à proximité un château moderne, à la fin du XVIe ou au XVIIe siècle.
Au XVIIe siècle, les Damas sont officiers dans les armées royales. Au siècle suivant, ils reçoivent le titre de marquis d'Anlezy. Le dernier marquis, François de Damas, dépense sans compter pour aménager le château moderne, le parc et les jardins. Il meurt couvert de dettes.

### De la Révolution à nos jours

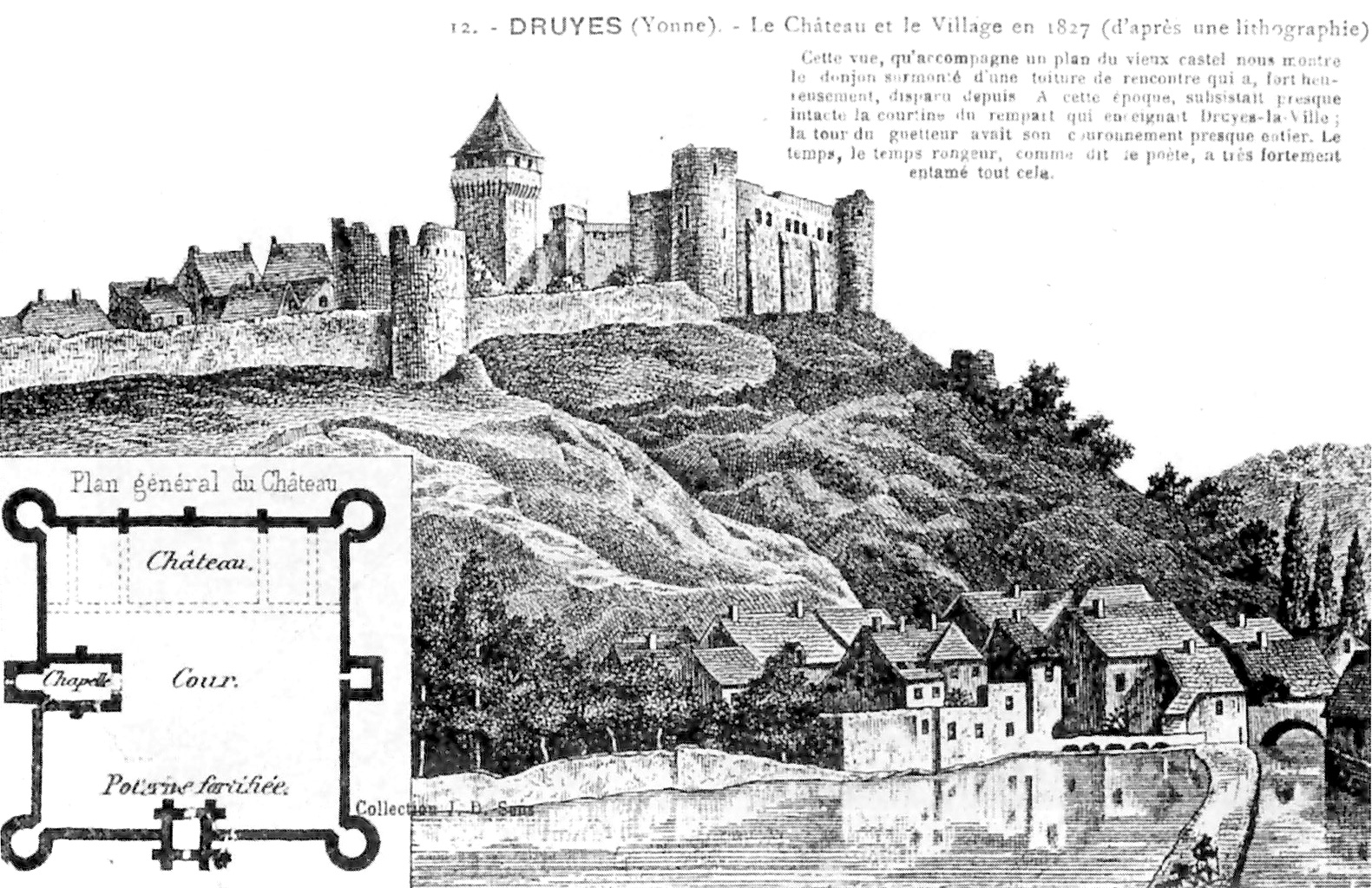
Représentation du château en 1827.

Les neveux et héritiers sont considérés comme émigrés en 1792, et tous les biens sont mis en vente pour payer les dettes. En 1795, n'ayant pas trouvé d'acquéreur, les châteaux sont vendus en lots pour la démolition. Le château des comtes de Nevers est ainsi décrit :
« Ancien château entouré de murs et tours, se composant d'une vieille chapelle servant ci-devant de pressoir, grandes écuries à chevaux, une prison, plusieurs remises,grande cave, grenier dessus et cour devant, ensemble et enclos remplis de roches, compris les matériaux de tous les bâtiments, les arbres complantés dans l'étendue de l'enclos, la tour où est l'horloge, y compris le-dit horloge. »
Le château moderne est alors entièrement démoli, tandis que son voisin échappe à ce triste sort, peut-être en raison de la hauteur des murailles et de la difficulté à les démolir ou en raison de la faible rentabilité de la démolition.
Il devient la propriété de la famille Tissier d'Entrains, puis est vendu à M. Girard-Claudion en 1965, et à M. Chastrusse en 1972.
Si le château de Druyes a échappé à la destruction, il a néanmoins souffert de trois siècles d'abandon et de vandalisme. À partir de 1958, la population du village se mobilise pour attirer l'attention et sauver le château de la ruine. Des bénévoles commencent à débroussailler et à déblayer les gravats accumulés. Entre 1960 et 1971, le Foyer Rural de Druyes organise des reconstitutions historiques qui font revivre les grandes heures du château des comtes de Nevers devant de nombreux spectateurs.
À partir de 1967, les propriétaires entreprennent des travaux de sauvetage et de restauration, en coopération avec l'architecte en chef des monuments historiques. Grâce à l'association des Amis du château de Druyes, le château est ouvert à la visite depuis 1981 et accueille des manifestations culturelles.
Le 20 août 2008, le château de Druyes est la destination d'une des épreuves du jeu télévisé La Carte au trésor, pour des candidats à la recherche du fief de Pierre de Courtenay.

## Description

### La première enceinte et le bourg

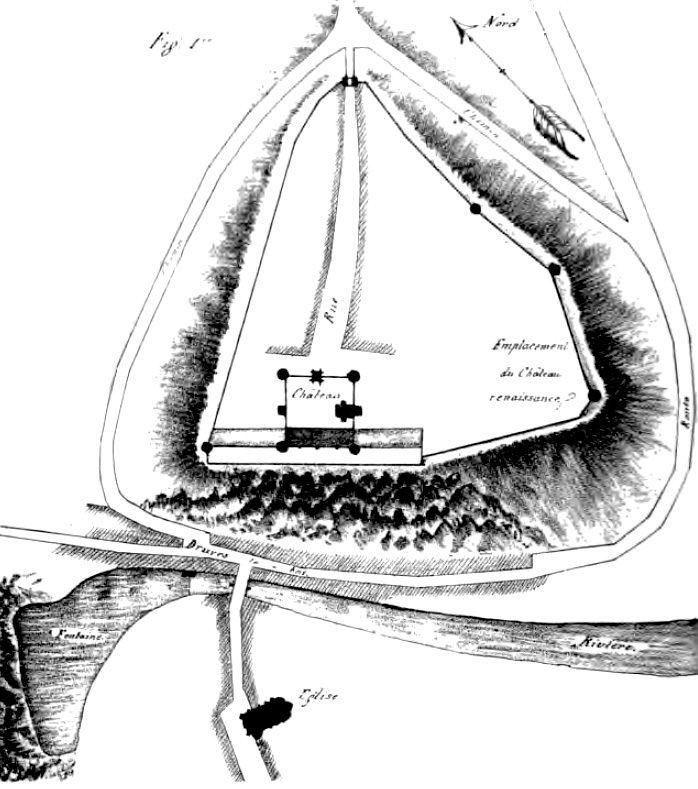
Plan du village et du château.

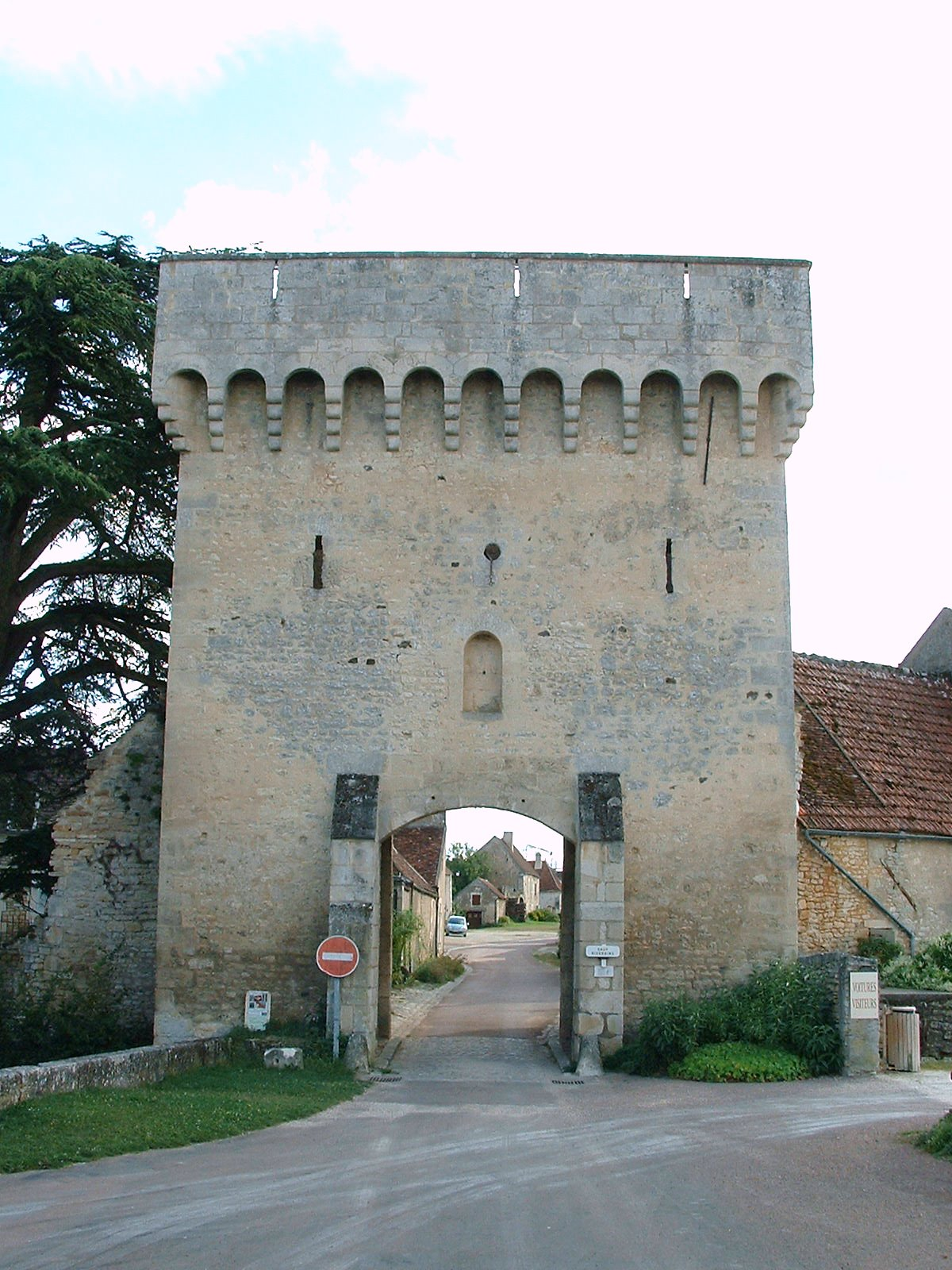
La porte d'entrée du bourg.

Le château est bâti sur un rebord de plateau calcaire, à l'à-pic, défendu par une vallée marécageuse, et qui domine la campagne environnante, à une quinzaine de kilomètres au nord-ouest de Clamecy. Derrière lui, sur le plateau, s'étale en triangle dont la base est le rebord de la falaise, un village fortifié avec tours et porte d'entrée, qui constituait la première défense du château.
Le sommet plat de la colline, en forme de triangle de 300 mètres de côté, était ceinturé par une muraille. On accédait au bourg fortifié par une poterne, située sur la pointe nord du triangle, là où la pente est la moins forte. À l'opposé de l'entrée, le plateau domine la vallée d'une centaine de mètres, c'est en ce lieu pratiquement inexpugnable que fut construit le château.
L'enceinte était défendue par des tours : tour Bonnon ou tour Jean Martin, avec un fossé extérieur et une palissade de bois aux endroits les plus accessibles.
La porte d'entrée qui a résisté aux dommages du temps, est surmontée d'une terrasse avec un parapet crénelé. On lui ajouta des mâchicoulis au XIVe siècle.

### Le château

Plan du château.

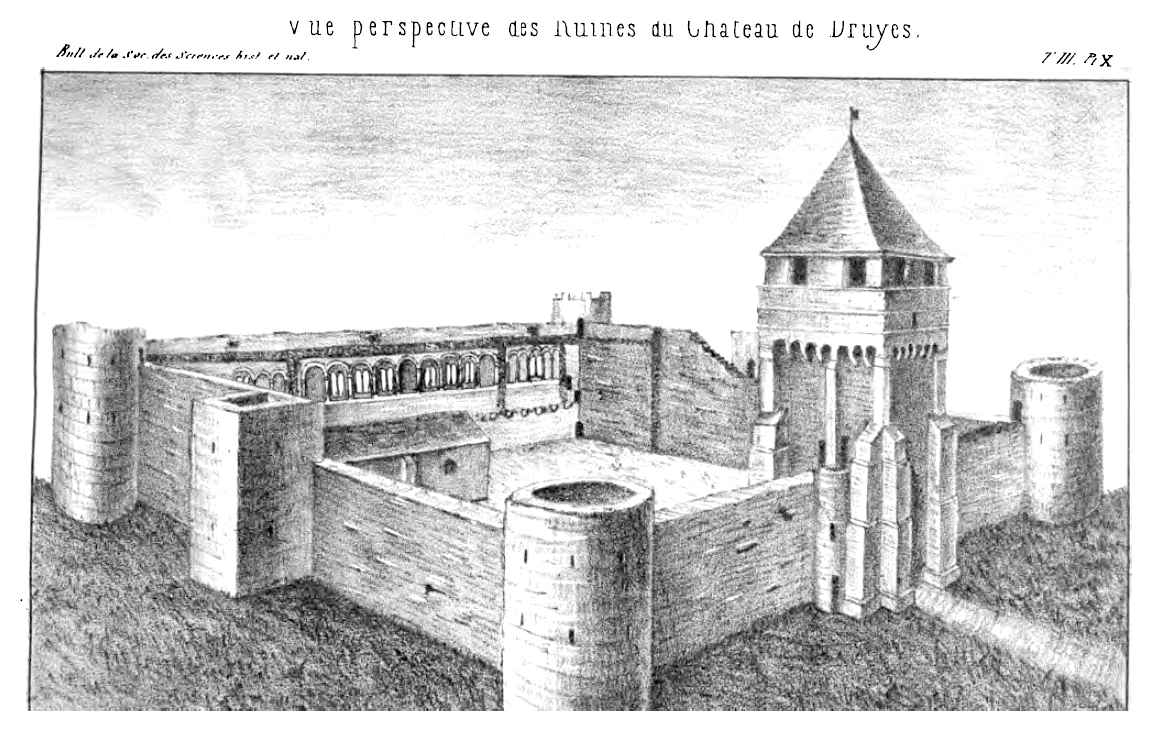
État du château au XIXe siècle, dessin de F. Vachey.

Druyes fait partie de la première génération des châteaux philippiens ou « châteaux-cours », construits à l'époque du roi Philippe Auguste avec un plan simple, des tours circulaires qui permettaient d'offrir une meilleure défense à moindre coût, et est dépourvue de tour maîtresse.
Il est construit sur un plan carré de 53 mètres de côté. Les angles sont défendus par quatre tours cylindriques. Trois des quatre courtines possèdent une tour carrée. La tour nord, la plus haute, est une porte d'entrée fortifiée. Un grand logis, aujourd'hui disparu, s'appuyait sur la courtine sud, percée d'ouvertures romanes en plein cintre.
|  |  |

#### Les courtines

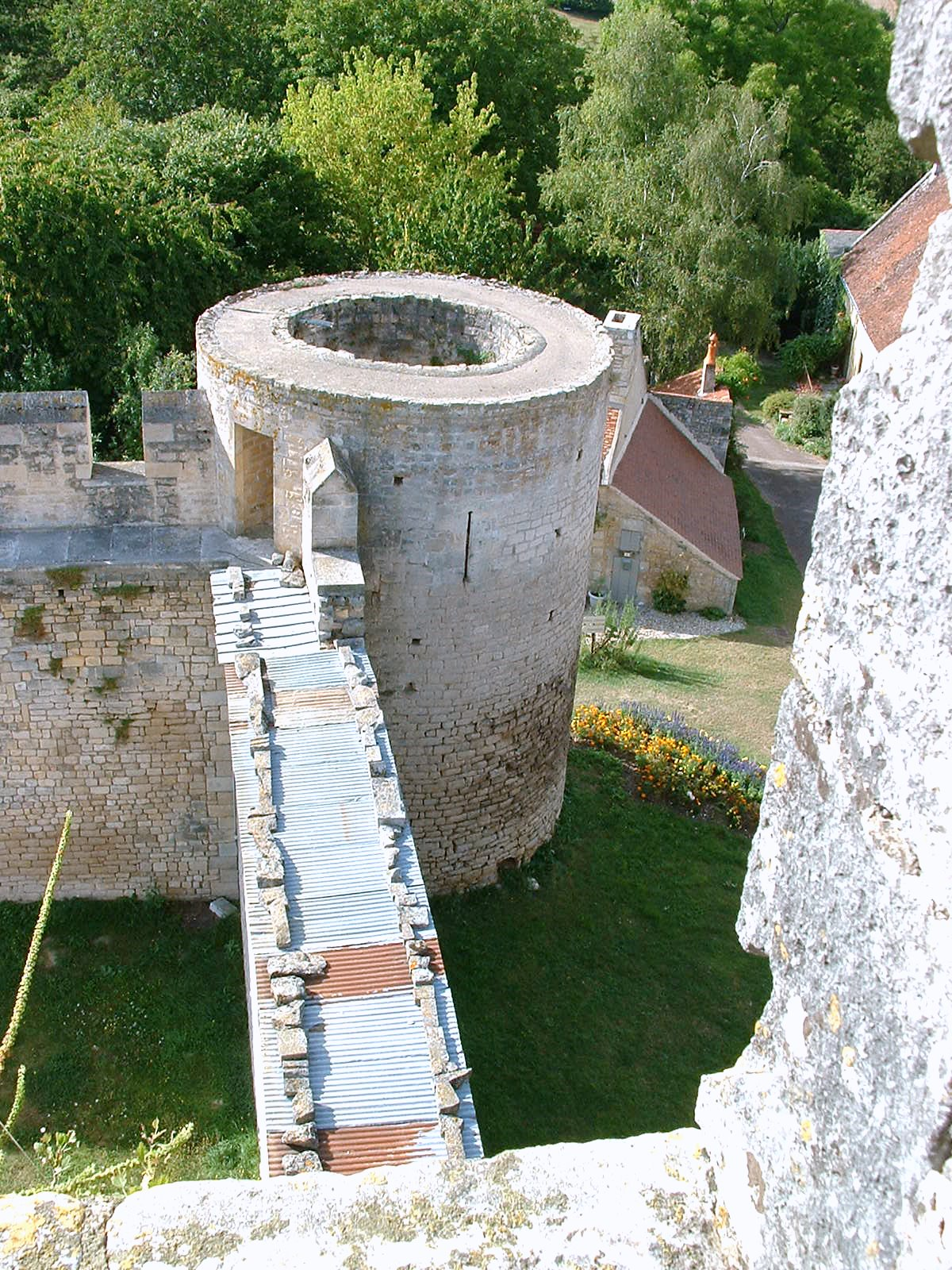
Courtine et tour nord, vues depuis la tour-porche.

Elles ont une épaisseur de près de 2 mètres et une hauteur de 7 mètres ; mais la courtine sud qui protégeait le logis atteignait 10 mètres. Elles comportaient à leur sommet un chemin de ronde protégé par des créneaux à l'extérieur, qui donnait accès à l'étage des quatre tours.
À l'exception de la courtine sud, défendue par un important dénivelé naturel, les trois autres courtines comportent en leur milieu une tour carrée qui réduit la distance de flanquement à 20 mètres et permet de croiser les tirs d'archers pour mieux protéger la base des murs.

#### Les tours rondes
Il s'agit là d'une innovation majeure dans la technique de construction des châteaux forts, apportée par l'architecture philippienne. En effet, une tour ronde nécessite moins de pierre qu'une tour carrée, elle résiste mieux aux coups portés par l'assiégeant et elle n'a pas d'angle de tir mort.
À Druyes, les quatre tours d'angle sont déportées vers l'extérieur de l'enceinte (le centre de la tour est à l'extérieur de l'axe des courtines), ce qui permet de balayer plus efficacement la base des murs et d'empêcher par exemple un travail de sape.
Les tours sud qui encadrent le logis — les tours du Sault et de Beauregard — étaient les plus hautes, avec 15 mètres de hauteur et 6 mètres de diamètre. Elles communiquaient avec la cour et avec le 1er étage du logis. Elles étaient probablement couvertes d'une terrasse crénelée, remplacée plus tard par des toits en poivrière.
Elles possèdent encore une voûte en coupole en bon état.
Les tours nord, plus basses, ne communiquaient pas avec la cour. Elles ne semblent pas avoir comporté de créneaux.

#### La tour-porte

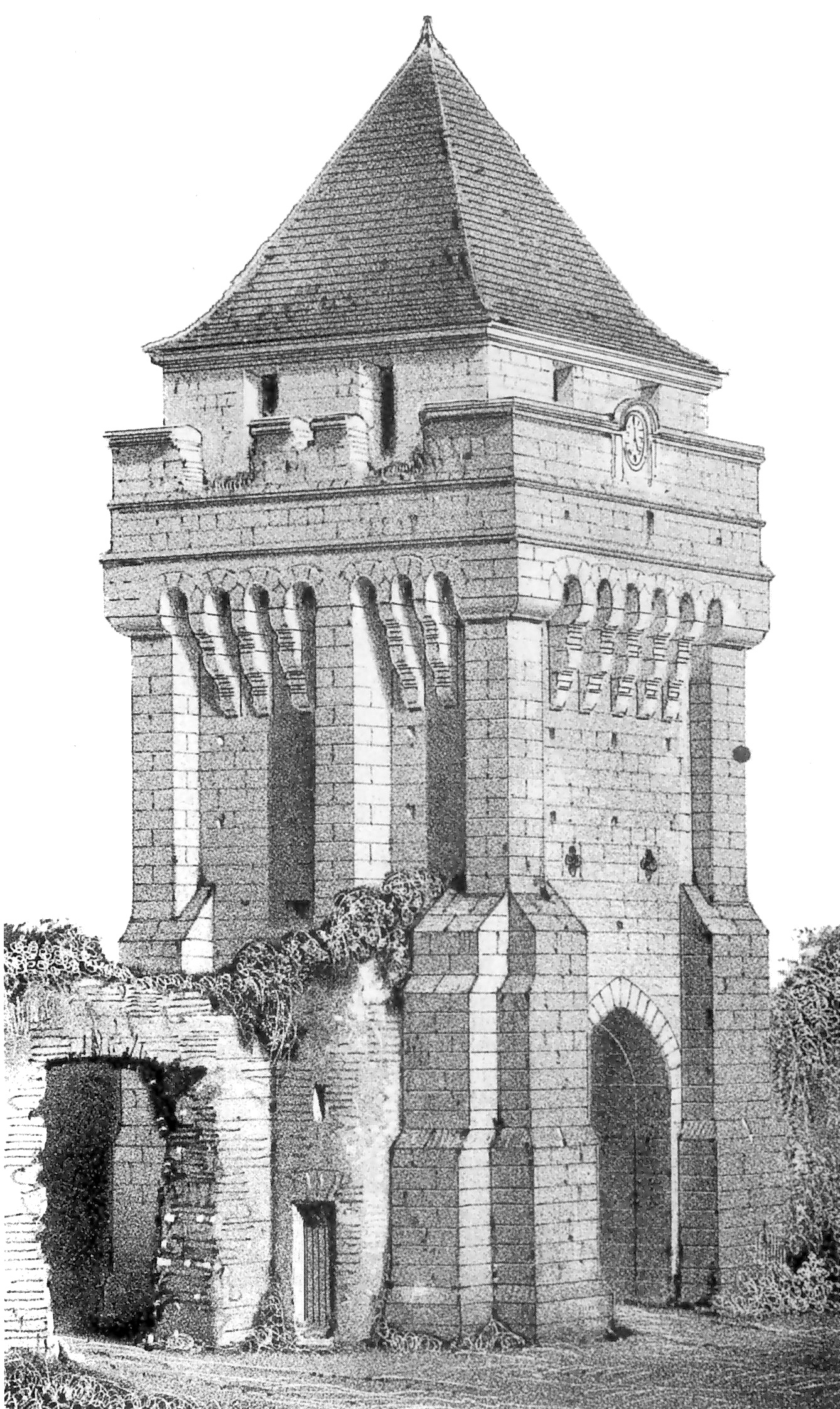
Lithographie de Victor Petit en 1861.

C'est une tour carrée, la plus haute du château avec ses 20 mètres, placée au milieu de la courtine nord. Elle constitue la seule porte de l'enceinte, protégée par une herse en bois, côté extérieur, et une porte à deux battants, côté cour. Elle est renforcée de contreforts dont la partie basse a été rendue plus massive ultérieurement. À la différence du reste du château, la maçonnerie est de moyen appareil et de bonne qualité.
Il ne s'agit pas à proprement parler d'un donjon, qui est non seulement un élément défensif majeur du château mais aussi la résidence seigneuriale et le symbole du pouvoir féodal. À Druyes, les deux fonctions sont dissociées puisque le logis est un palais sans rôle défensif.
Le premier étage constituait une chambre de commandement : il contrôlait l'accès aux chemins de ronde des courtines avec deux portes, il permettait d'actionner la herse et défendait le passage sous le porche avec trois assommoirs. L'accès depuis la cour se faisait par des échelles que l'on retirait en cas de siège afin d'isoler la tour. Par un escalier en bois intérieur, on accédait au second étage qui abritait le treuil et le mécanisme de la herse. Un escalier en pierre aménagé dans l'épaisseur du mur, encore praticable aujourd'hui, conduisait à la terrasse protégée à l'origine de simples créneaux. Les mâchicoulis ne furent installés que plus tard, probablement en même temps que ceux de la poterne d'entrée de la ville.
En 1762, on remplaça les créneaux par un mur percé de grandes baies et couvert d'une corniche classique, on posa une charpente et un toit à quatre pans. Souhaitant disposer d'un beffroi, les villageois de Druyes obtinrent l'autorisation du marquis d'Anlezy d'installer une horloge sur la tour, ainsi qu'une cloche portant ces mots : « J'appartiens à la commune de Druyes et j'ai été faite à ses frais ». D'ailleurs, en 1797, l'acheteur du château qui souhaitait démonter la cloche dû s'enfuir sous les menaces de la population.

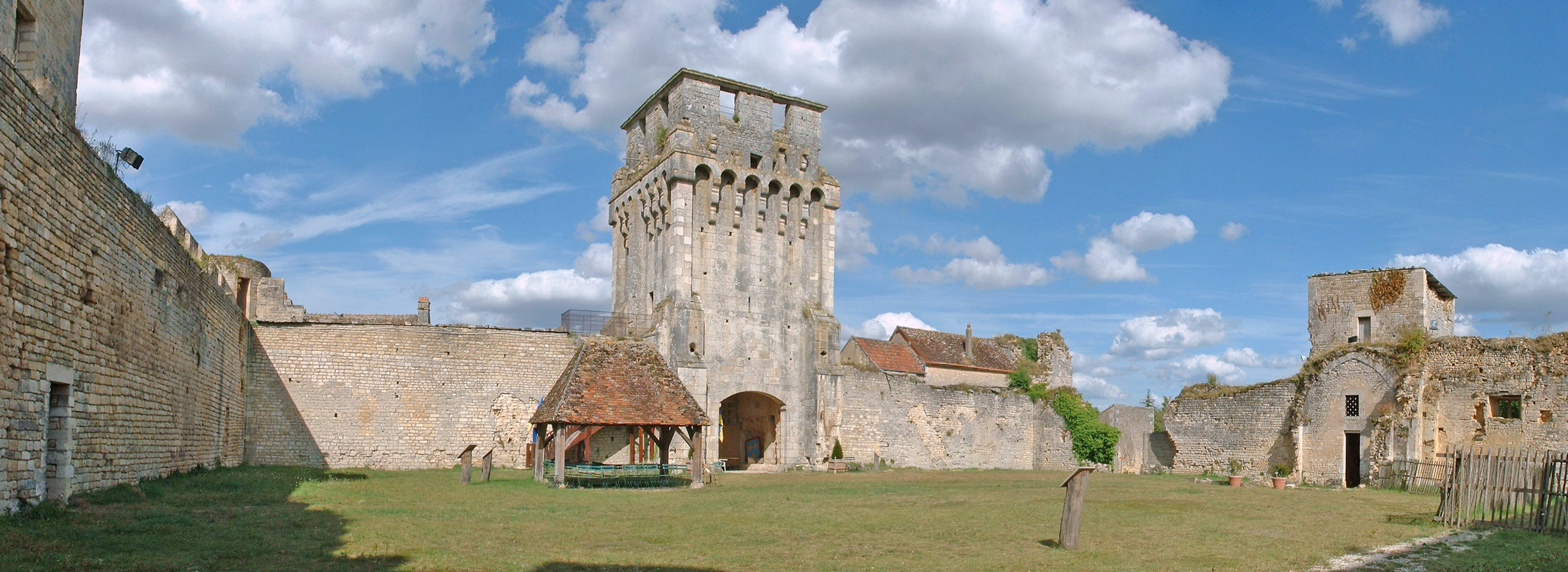
La courtine nord et la tour-porche.
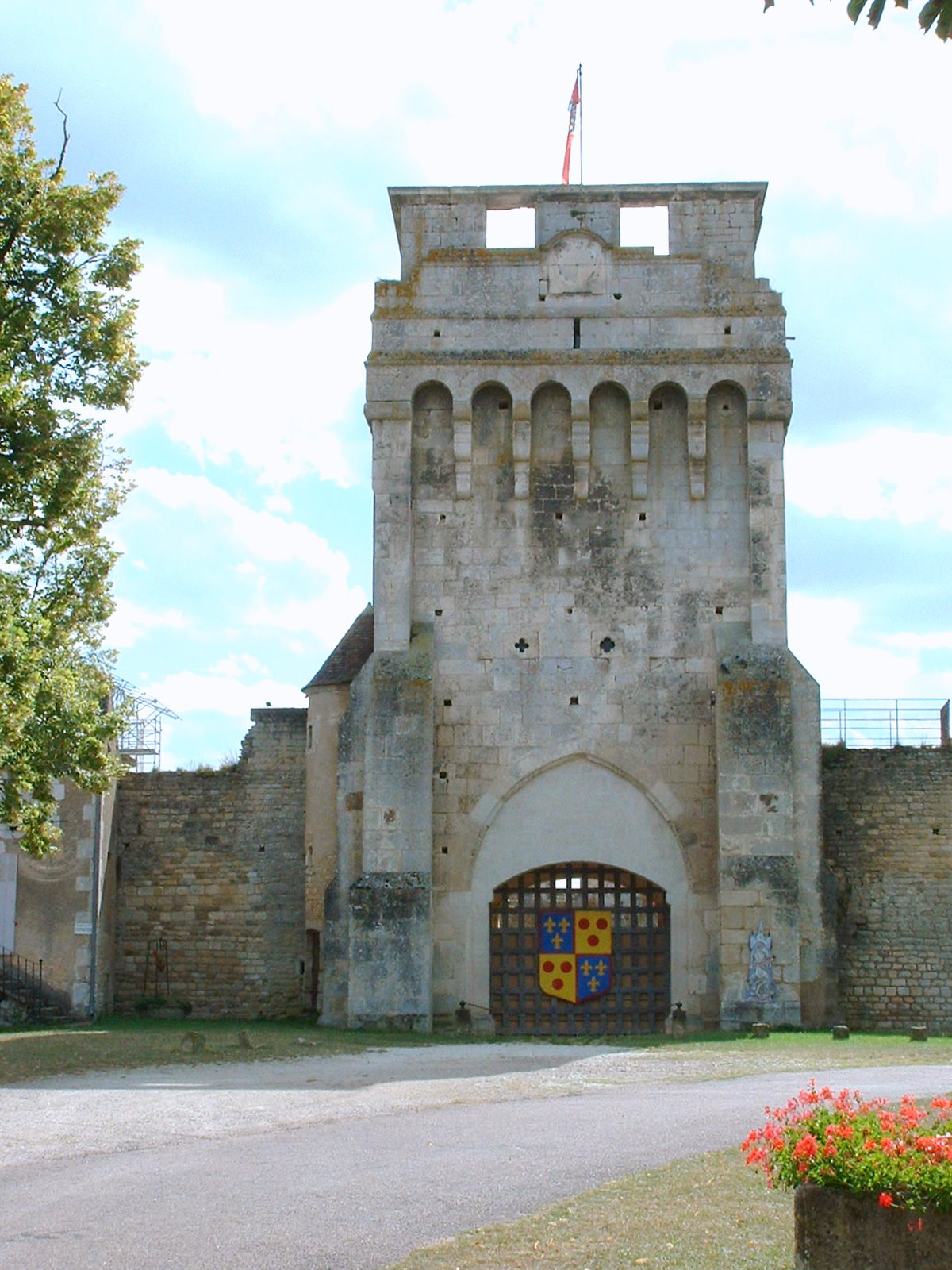
La façade extérieure.
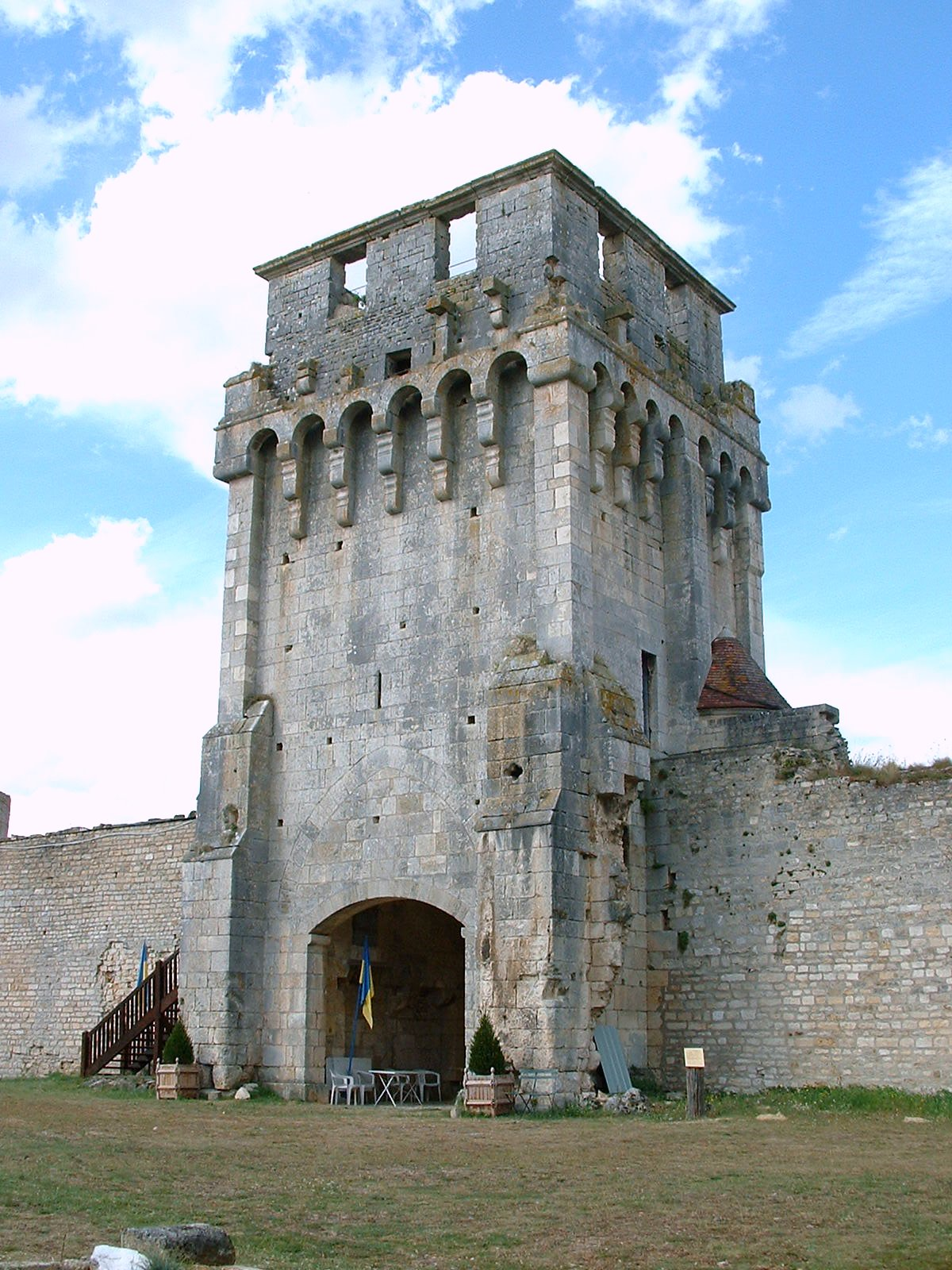
La façade intérieure.
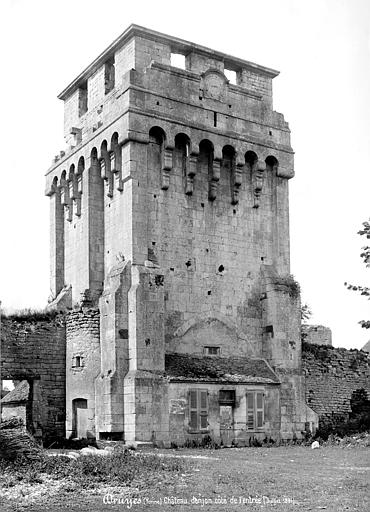
Séraphin-Médéric Mieusement.
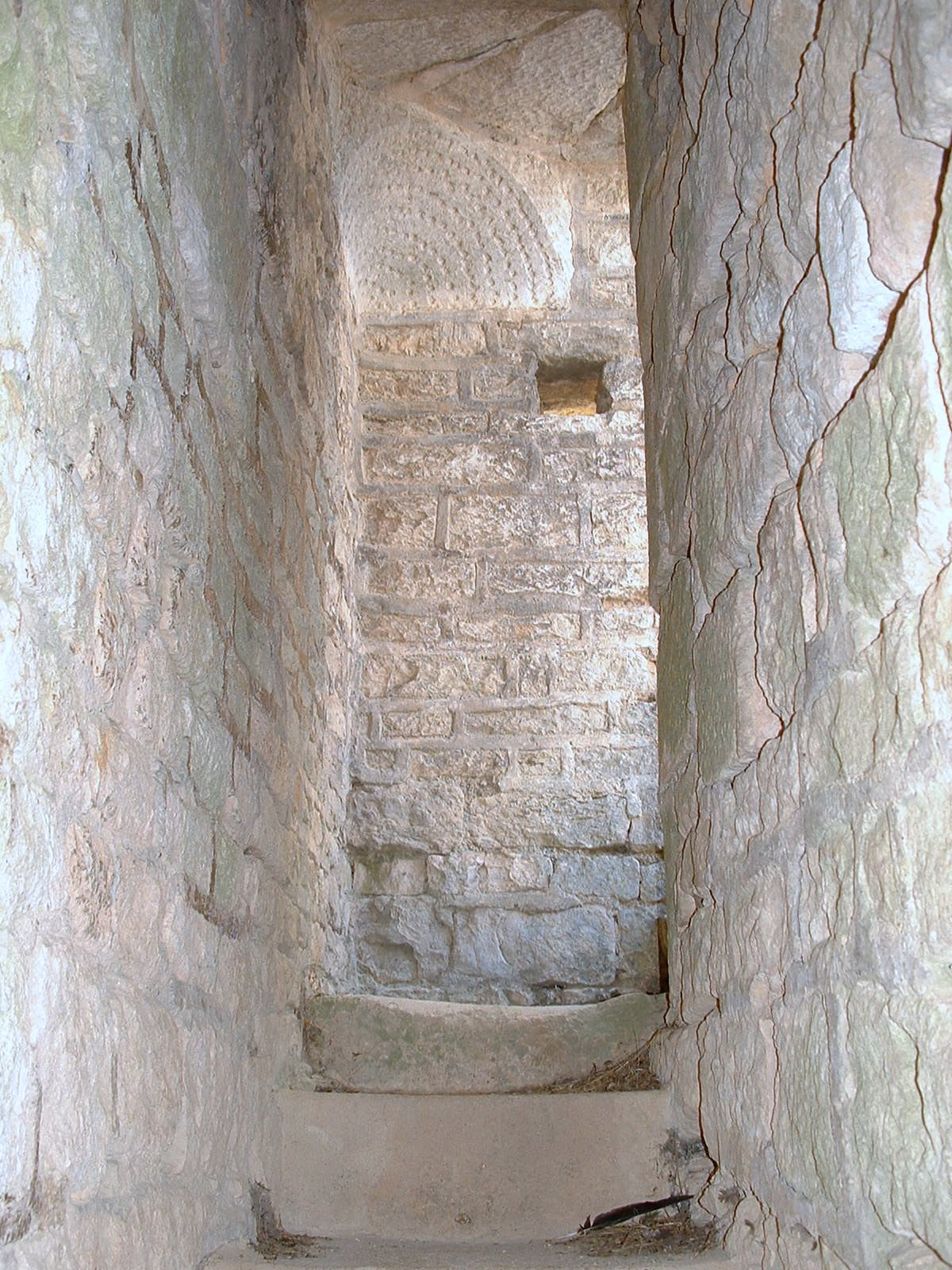
Escalier dans l'épaisseur du mur.

#### Les autres tours
La tour carrée de la courtine ouest s'élève aujourd'hui à 12 mètres, mais elle devait être plus haute à l'origine. Elle communiquait avec le chemin de ronde par une ouverture en plein cintre.
La tour carrée qui lui fait face abritait l'abside ornée de fresques de la chapelle, dont la nef à deux travées couverte en berceau brisé avançait sur la cour. Deux fenêtres ouvertes dans la tour éclairaient l'abside mais affaiblissaient la solidité de l'édifice en cas d'attaque. Les colonnettes, les moulures et le chapiteau trouvés sont de style roman.

#### Le logis ou palais

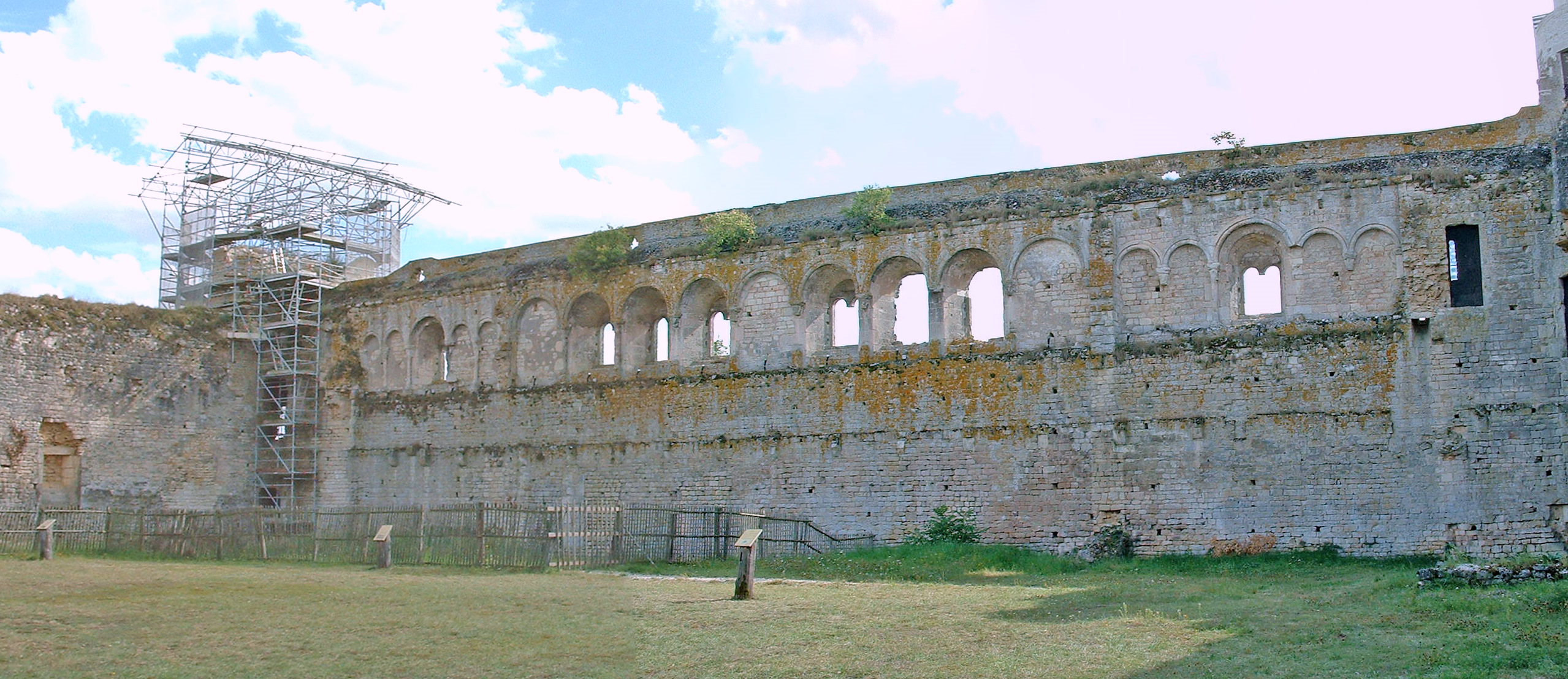
La courtine sud et la « galerie romane ».

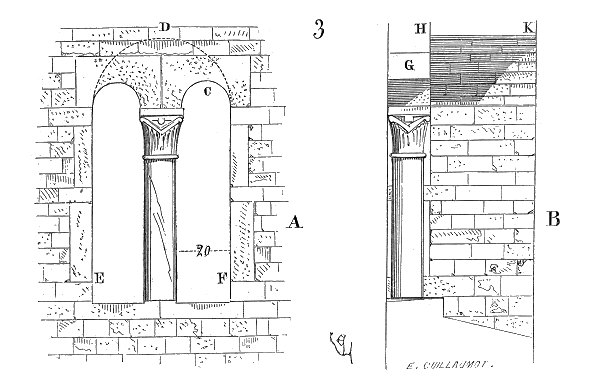
Fenêtre romane à colonnette.

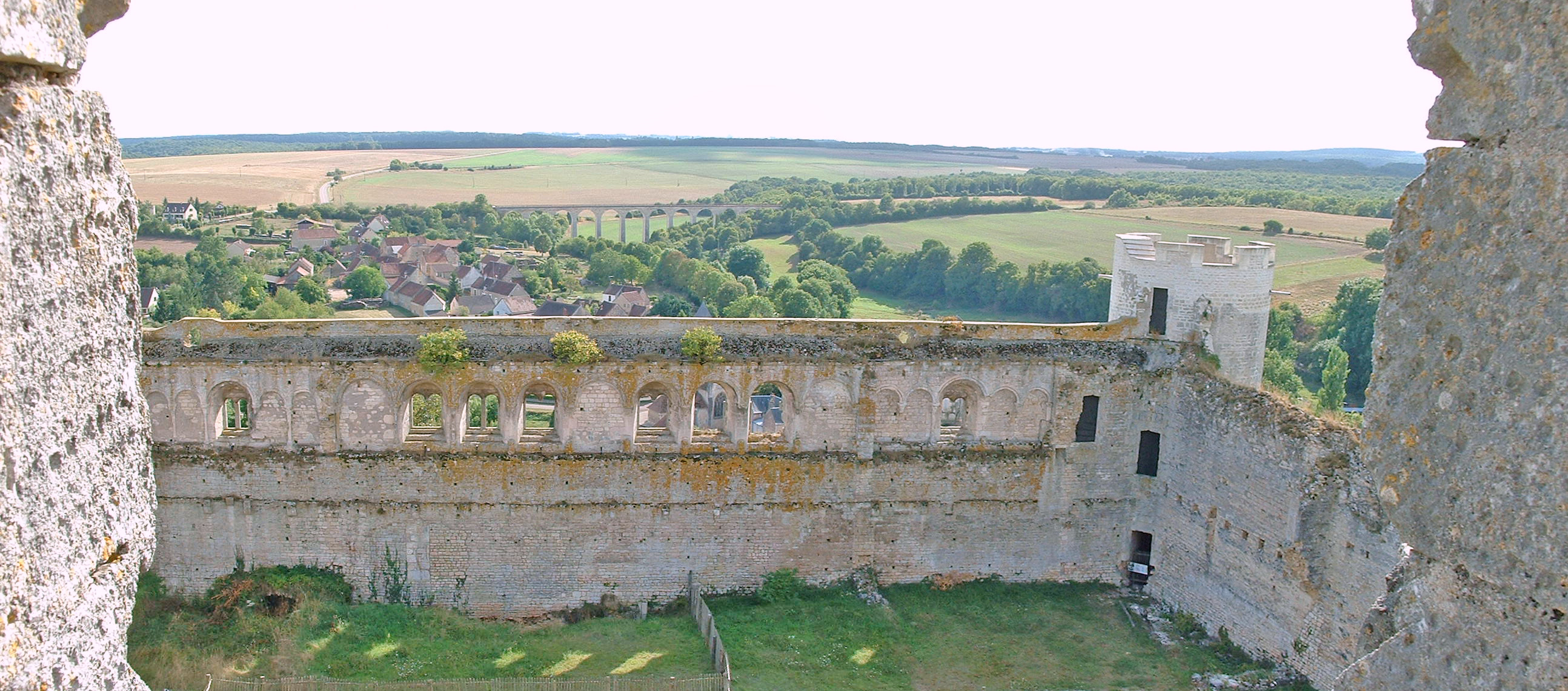
La courtine sud vue depuis le sommet de la tour.

Le logis seigneurial, grand bâtiment de 49 × 12 mètres appuyé sur la courtine sud, faisait face à la porte du château. Ses fondations et ses murs étaient en réalité juxtaposés aux courtines et ne les coupaient pas afin de ne pas les affaiblir. Il ne devait pas toucher les courtines est et ouest, mais en être séparé par des petites cours.
Il comportait un rez-de-chaussée avec des pièces de service et des appartements, et un étage noble avec une grande salle d'apparat encadrée de deux pièces plus petites. L'étage noble recevait la lumière par une belle série de fenêtres, appelée la « galerie romane », qui est encore visible dans la courtine sud. Elle est formée d'une succession d'arc en plein cintre dont certains sont aveugles, les autres encadrent des fenêtres romanes géminées à colonnette.
Les corbeaux qui soutenaient les poutres indiquent le niveau du sol de l'étage noble ; celui-ci était situé bien en dessous des fenêtres qui se trouvaient donc placées en haut des murs. Le bas des murs restait disponible pour des bancs, des meubles, des tapisseries. En effet, placées plus bas, les fenêtres auraient été trop facilement accessibles.

## Protection
Les ruines du château sont classés au titre des monuments historiques par décret du 10 mars 1924.